# Tylenchus marinus
Tylenchus marinus is een rondwormensoort uit de familie van de Tylenchidae. De wetenschappelijke naam van de soort is voor het eerst geldig gepubliceerd in 1956 door Timm.